# Guerra de Proteção Nacional

Revoltas sucessivas das provincias contra o governo imperial.

A Guerra de Proteção Nacional (em chinês tradicional: 护国战争, chinês simplificado: 护国战争), também conhecido como a Guerra contra a monarquia, foi uma guerra civil que ocorreu na China entre 1915 e 1916. A causa desta guerra foi o anúncio feito por Yuan Shikai em declarar si mesmo como Imperador da China. Apenas três anos que a destituição da Dinastia Qing deu lugar à República da China. Como resultado desta declaração, os senhores da guerra, incluindo Tang Jiyao, Cai E e Li Liejun declararam a independência da província de Yunnan e lançaram expedições contra Yuan. O Exército de Yuan sofreu várias derrotas e isso incentivou outras províncias do sul a declarar sua independência também. Com uma enorme pressão de toda a nação, Yuan Shikai foi forçado a abdicar e morreu alguns meses mais tarde.

## Ver Também
- Senhores da guerra da China